# ورزشگاه شهرداری شهر چاچو آنگسائو
ورزشگاه شهرداری شهر چاچو آنگسائو (به لاتین: Chachoengsao Town Municipality Stadium) یک ورزشگاه در تایلند است که در Na Mueang واقع شده‌است.